# Weissenfels
Weissenfels (em alemão: Weißenfels) é uma cidade da Alemanha, nas margens do rio Saale. Fica no distrito de Burgenlandkreis, no estado da Saxônia-Anhalt, que antigamente era parte da Alemanha Oriental. Está aproximadamente a 30 km a sudoeste de Leipzig.